# Dekanat małogoski
Dekanat małogoski – jeden z 33 dekanatów rzymskokatolickiej diecezji kieleckiej. Tworzy go 9 parafii:
- Bolmin – pw. Narodzenia Najświętszej Maryi Panny
- Bukowa – pw. Matki Bożej Różańcowej
- Kozłów – pw. Narodzenia Najświętszej Maryi Panny
- Małogoszcz – pw. Wniebowzięcia Najświętszej Maryi Panny
- Oksa – pw. św. Mikołaja b. w.
- Rembieszyce – pw. św. Piotra i Pawła App.
- Węgleszyn – pw. św. Andrzeja Ap.
- Złotniki – pw. Wszystkich Świętych
- Żarczyce Duże – pw. Matki Bożej Częstochowskiej